# Ole Thorleifsen
Ole Pavia Larsínguaĸ Thorleifsen (* 8. Juni 1961 in Kangersuatsiaq) ist ein grönländischer Politiker.

## Leben
Ole Thorleifsen schloss 1995 eine dezentrale Lehrerausbildung am Ilinniarfissuaq ab. Er kandidierte erstmals bei der Parlamentswahl 1999 für ein politisches Amt und erreichte mit 115 Stimmen den sechsten Nachrückerplatz der Siumut. Von dort aus saß er im Mai 2001 kurzzeitig im Inatsisartut. Bei der Wahl 2002 erhielt er 116 Stimmen und den zweiten Nachrückerplatz seiner Partei. In dieser Legislaturperiode saß er unter anderem von Januar 2004 bis Juni 2005 durchgehend im Parlament, um Minister im Kabinett Enoksen III zu vertreten. Bei der Kommunalwahl 2005 erreichte er einen Platz im Rat der Gemeinde Upernavik. Bei der Parlamentswahl im selben Jahr erzielte er 144 Stimmen und damit den fünften Nachrückerplatz seiner Partei. Von dort aus saß er von 2006 bis 2009 erneut mit mehreren Unterbrechungen im Inatsisartut. Erst bei der Wahl 2018 trat er wieder an, diesmal für die Partii Naleraq, für die er jedoch nur 20 Stimmen erhielt. Danach trat er nicht mehr bei Wahlen an.